# Shiitake
Shiitake eller ekmussling (Lentinula edodes) är mörka svampar med stark smak som används flitigt i det japanska köket. Den är den näst mest odlade svampen i världen. Det är inte samma svamp som svenska goliatmusseronen, som i Japan är känd som matsutake.

## Olika namn
Shiitake har vid olika tillfällen getts olika latinska artnamn. Dessa är, utöver Lentinula edodes:
- Agaricus edodes Berk. 1878[4]
- Collybia shiitake J. Schröt. 1886[5]
- Armillaria edodes (Berk.) Sacc. 1887[6]
- Lepiota shiitake (J. Schröt.) Nobuj. Tanaka 1889[7]
- Lentinus tonkinensis Pat. 1890[8]
- Mastoleucomyces edodes (Berk.) Kuntze 1891[9]
- Cortinellus shiitake (J. Schröt.) Henn. 1899[10]
- Tricholoma shiitake (J. Schröt.) Lloyd 1918[11]
- Lentinus mellianus Lohwag 1918[12]
- Lentinus shiitake (J. Schröt.) Singer 1936[13]
- Lentinus edodes (Berk.) Singer 1941[14]